# Aldor Morin
Aldor Morin est un harmoniciste, un chanteur et un câlleur folklorique canadien, né à Montréal (Hochelaga-Maisonneuve) au Québec en avril 1921 et mort le 17 juillet 1998,.

## Biographie
Quatrième enfant du couple gaspésien formé d'Alcide Morin, un violoneux, et d'Appoline Ouellet, Aldor Morin se familiarise avec la musique traditionnelle dès l'enfance.  

### Carrière musicale
Il commence ainsi à jouer de l'harmonica à l'âge de six ans. Au cours de la même année, en 1927, et jusqu'en 1930, il participe au spectacle Les Veillées du bon vieux temps dirigé par Conrad Gauthier et présenté au théâtre du Monument-National,. En se produisant au sein de ce spectacle, Aldor Morin fait la rencontre de La Bolduc, avec qui il aura l'occasion de partir en tournée à partir de 1928. 
Ces tournées lui permettront de collaborer, non seulement avec Jean Grimaldi, le directeur de la troupe de La Bolduc, mais également avec Jean Carignan, Isidore Soucy et Omer Dumas (Dumas et ses ménestrels),,. De même, il s'associera à La Famille Soucy pendant près de 35 ans. Ces opportunités musicales ne lui permettront cependant pas de devenir musicien à temps plein. Il travaillera par exemple pour le service de distribution du journal La Patrie.
En parallèle, Aldor Morin se produit avec plusieurs membres de sa famille (dont ses parents, ses frères Oscar et Edgar et ses sœurs Édith et Léona), avec lesquels il forme la Famille Morin, un ensemble interprétant la musique folklorique canadienne-française,. L'harmoniciste s'investira dans ce groupe jusque dans les années 1950.  
En 1958, il est invité au Festival de Stratford en Ontario, où il accompagne le chanteur Jacques Labrecque en jouant des cuillers et en faisant de la podorythmie. Au cours de sa carrière, Aldor Morin a d'ailleurs l'occasion de jouer dans les salles comme le Trinidad Ballroom, le Café de l'est, le Mocambo et l'Hôtel chez Gérard.  
Entre les années 1950 et 1970, sa notoriété le mène à figurer dans divers émissions radiophoniques et télévisuelles, dont Je me souviens, Un homme et son péché et Soirée canadienne pour n'en citer que quelques exemples. Sa présence dans la biodiscographie Les Pionniers du disque québécois 1920-1950 corrobore sa réputation en 1977, année où l'ouvrage paraît. Il est alors considéré comme l'un des harmonicistes canadiens les plus influents aux côtés de Ludger Foucault et de Gaston Tessier notamment. En 1994, celui qu'on appelle « Oncle Adémar » est aussi présenté sur les ondes de CFLX comme le dernier membre vivant de La Famille Soucy,.  

## Prix et distinctions
En 1995, la SPDTQ (aujourd'hui EspaceTrad) crée en son honneur le Prix Aldor. En 1997, Aldor Morin sera le deuxième à recevoir le prix qui porte son nom des mains du musicien et militant Gilles Garand, organisateur du festival La Grande rencontre (aujourd'hui Le Festival Trad Montréal).